# Frick
Frick (toponimo tedesco) è un comune svizzero di 5 449 abitanti del Canton Argovia, nel distretto di Laufenburg.

## Geografia fisica
Il valico Bözbergpass collega Frick a Brugg attraverso la ferrovia Bözbergbahn.

## Storia
Dal suo territorio nel 1804 furono scorporate le località di Gipf e Oberfrick, che costituirono il nuovo comune di Gipf-Oberfrick.

## Monumenti e luoghi d'interesse

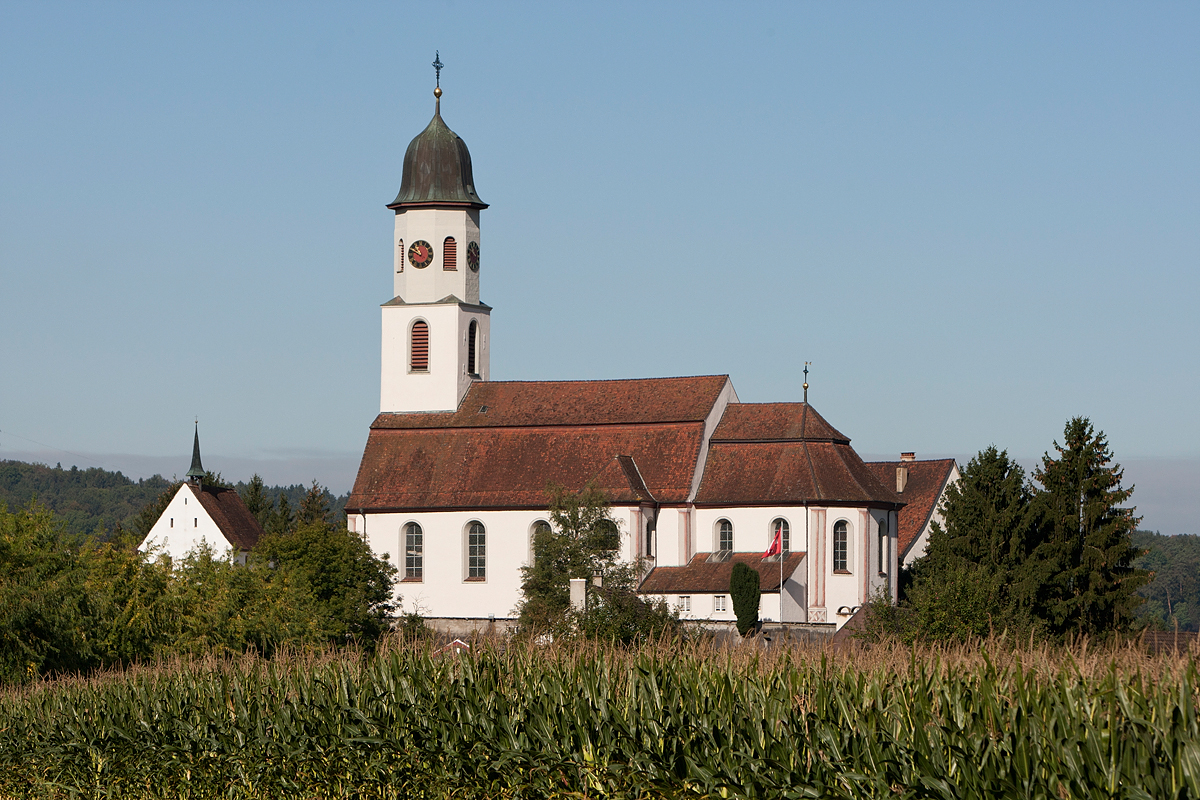
La chiesa cattolica dei Santi Pietro e Paolo

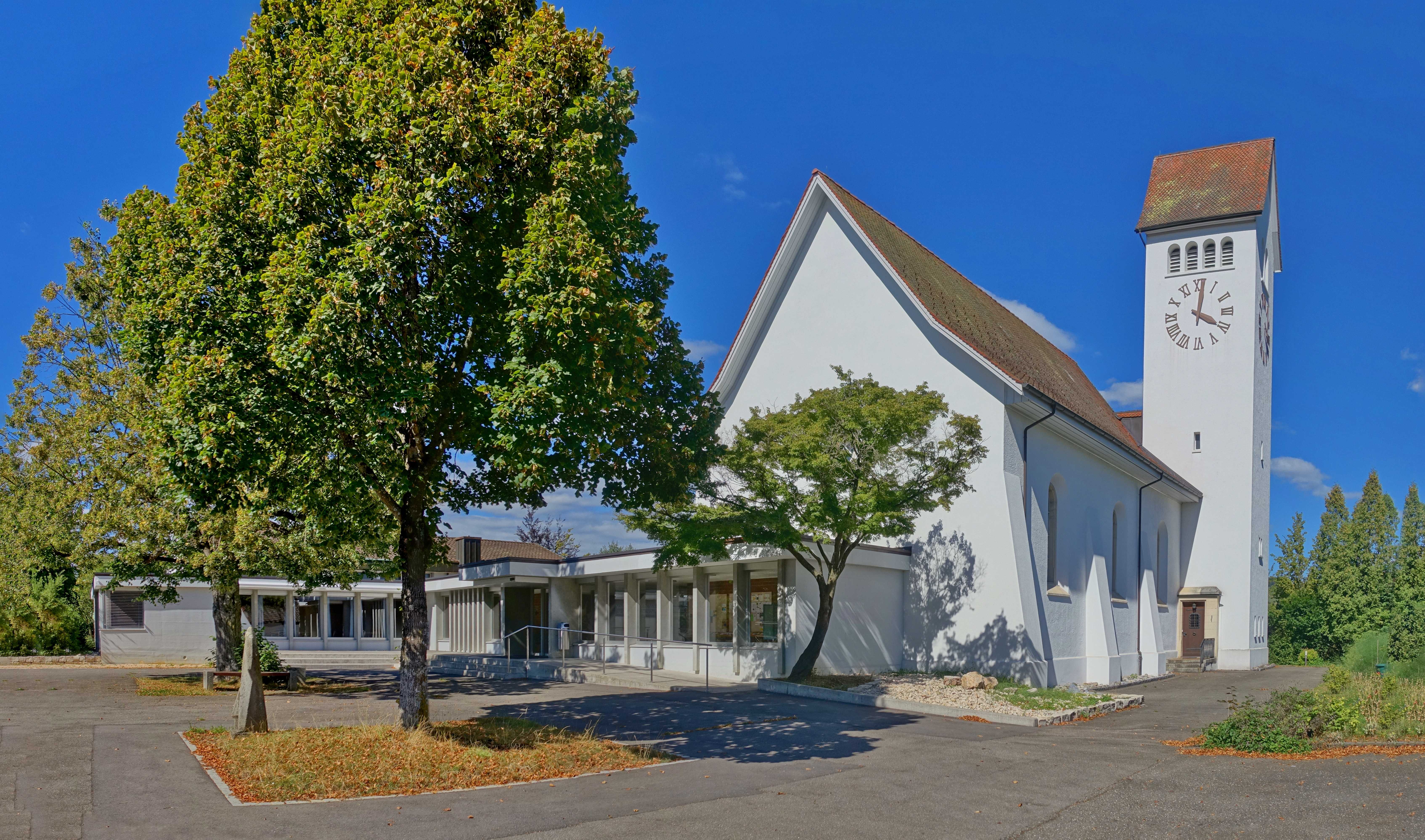
La chiesa riformata

- Chiesa cattolica dei Santi Pietro e Paolo, ricostruita nel 1716[1];
- Chiesa riformata, eretta nel 1910[1].

## Società

### Evoluzione demografica
L'evoluzione demografica è riportata nella seguente tabella:
Abitanti censiti

## Infrastrutture e trasporti
Frick è servito dall'omonima stazione sulla ferrovia Bözbergbahn (linea S1 della rete celere di Basilea).

## Amministrazione
Ogni famiglia originaria del luogo fa parte del cosiddetto comune patriziale e ha la responsabilità della manutenzione di ogni bene ricadente all'interno dei confini del comune.